# Neon-Zwerglippfisch
Der Neon-Zwerglippfisch, Bodianus bennetti, der auch Pygmäenlippfisch genannt wird, ist ein Lippfisch aus der etwa 50 Arten umfassenden Gattung Bodianus, der zur Untergattung Trochocopus gezählt wird.
Der wissenschaftliche Name Bodianus beruht auf Bodiano oder Pudiano, was sich vom portugiesischen Wort „pudor“, dt. Bescheidenheit, ableitet und mit dem Nachnamen von Timothy Bennett kombiniert wurde, der die erst 2016 beschriebene Art gefangen und dokumentiert hat.

## Verbreitung und Habitat
Der Neon-Zwerglippfisch lebt im westlichen Pazifik, wo er sowohl im Great Barrier Reef als auch im Korallenmeer vor der Nordküste Australiens anzutreffen ist, sowie bei Moorea, in Französisch-Polynesien und bei Neukaledonien.
Der kleine Lippfisch wurde in Wassertiefen von 97 bis 130 Metern, in Gewässern mit starker Strömung, in Temperaturbereichen zwischen 18 und 24 Grad angetroffen. Dort ist er vorwiegend an sanft abfallenden Hängen mit sauberem Bruchstein, Kies oder Sand heimisch.

## Beschreibung
Der kleine, schlanke Neon-Zwerglippfisch erreicht eine Länge von etwa 11 Zentimetern. Die lange Rückenflosse wird beim Neon-Zwerglippfischvon insgesamt 12 Strahlen, davon 2 Hartstrahlen und 10 Weichstrahlen, gestützt, die kurze Afterflosse ist aus 3 Hart- und 12 Weichstrahlen aufgebaut. Die Flossenformel lautet: Dorsale XII/10, Anale III/12, Caudale 11 + 12 + 9, Pectorale ii/15.
Breite Querstreifen zieren den gesamten Körper, wobei der Neon-Zwerglippfisch seine Färbung verändern kann. Juvenile Fische sind meist rot-weiß gefärbt, wobei ihre Farbe, durch Alter oder Gefangenschaft, zu rot-gelb wechseln kann. Es gibt aber auch adulte Neon-Zwerglippfische, die ihre weißen Streifen behalten. Jungtiere tragen darüber hinaus einen auffälligen, schwarzen Punkt, der sich am vorderen Ende des mittleren roten Streifens, in der Nähe der Brustflosse, befindet.
Optisch besteht große Ähnlichkeit zu den ebenfalls rot-gestreiften Verwandten aus der gleichen Untergattung, Bodianus neopercularis und Bodianus opercularis, bei denen das Streifenmuster allerdings den gesamten Kopf bedeckt, während der untere, rote Streifen bei Neon-Zwerglippfischen in der Nähe der Brustflosse endet und den unteren Kopfbereich ausspart.

## Lebensweise
Über die Fortpflanzung der Pygmäenlippfische ist wenig bekannt. Jungtiere lassen sich durch einen schwarzen Fleck von adulten Tieren unterscheiden, der bei diesen rot wird und in der Nähe des Brustflossenansatzes erkennbar bleibt.
Neon-Zwerglippfisch ernähren sich von Wirbellosen und Zooplankton.
Informationen über eine erfolgreiche und längerfristige Haltung im Aquarium fehlen bisher.

## Gefährdung
Was die mögliche Gefährdung betrifft, so fand bisher noch keine Evaluation durch die IUCN statt.